# Puente romano de Tréveris
El puente romano de Tréveris (Römerbrücke en alemán) es un puente romano en la ciudad de Tréveris sobre el río Mosela, es el puente más antiguo de Alemania. Sus pilas de piedra datan del siglo II.

## Características
El primer puente, que era de madera, fue construido por los romanos en 17 a. C. (datación dendrocronológica). El segundo, ya de piedra, fue mencionado por Tácito en su reporte sobre la rebelión de los bátavos en 69 d. C. El tercer puente fue construido entre 144 y 152 d. C.
En 1986, el puente romano, así como otros monumentos romanos que se conservan en Tréveris y en la región, se inscribieron en la lista de Patrimonio de la Humanidad por la Unesco, dentro del conjunto denominado Monumentos romanos de Tréveris (Porta Nigra, anfiteatro, basílica de Constantino, Barbarathermen, puente romano, termas imperiales y columna de Igel), catedral de Tréveris e iglesia de Nuestra Señora de Tréveris.